# Charleston Battery
Charleston Battery jest amerykańskim profesjonalnym zespołem piłki nożnej z siedzibą w Charleston w Karolinie Południowej. Założony w 1993 roku, zespół gra w amerykańskiej lidze USL Profesjonalne Division, trzeci szczebel amerykański rozgrywek piłkarskich.
Zespół gra swoje mecze na soccer-specyficzne Stadium Blackbaud od 1999 roku. Zespołu kolory żółty, czarny i czerwony. Obecne trenerem drużyny jest Michael Anhaeuser.

## Stadion
Drużyna rozgrywa swoje mecze na Blackbaud Stadion, został otwarty w 1999 roku. Pierwszy ze środków prywatnyc stadion zbudowany w Stanach Zjednoczonych, miejsc 5100 osób. Stadion jest wzorowany na niższym angielskich stadionach piłkarskich występujących w niższych ligach.